# Castelar
Castelar é uma cidade da Argentina, localizada na província de Buenos Aires, localizado na área metropolitana de Grande Buenos Aires.